# Gui tu
Pour plus de détails, voir Fiche technique et Distribution.
Gui tu (歸土) est un film hongkongais réalisé par Leung Pun-hei, sorti en 1995.

## Synopsis
Un jeune homme echappe dans un village et il est accusé de meurtre d'un policier.

## Fiche technique
- Titre : Gui tu
- Titre original : 歸土
- Réalisation : Leung Pun-hei
- Scénario : Chan Po-yin et Leung Pun-hei
- Montage : Leung Pun-hei
- Production : Leung Pun-hei
- Pays :  Hong Kong
- Genre : Drame
- Durée : 106 minutes
- Dates de sortie : 
  -  Hong Kong : 11 mai 1995

## Distribution
- Wong Yim
- Chan Wai-Lun
- Radium Cheung
- Ho Kwok-on
- Huang Wenwei
- Ke Zhirong
- Jameson Lam Wa-fan
- Leung Pun-hei
- Li Ming-yang
- Li Zizhong
- Lin Zi
- Tan Zhaoyuan
- Wang Lei
- Yao Junran

## Distinctions
Le film a été présenté en sélection officielle en compétition lors de Berlinale 1995.